# Lingot d'alt forn

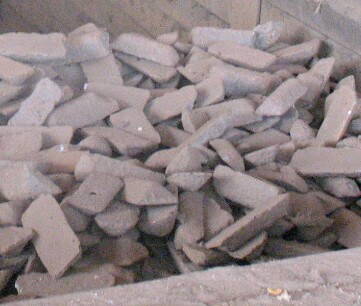
Lingot d'alt forn emmagatzemat a un contenidor

S'anomena lingot d'alt forn o lingot de primera fusió (en castellà: arrabio, en francès: gueuse de fonte brute, en anglès: pig iron) el material fos que s'obté en l'alt forn a partir de la reducció de la mena de ferro. És la primera fase de la fabricació d'acer.
Les primeres matèries per fabricar ferro colat són mena de ferro, carbó de coc i pedra calcària. El carbó de coc es crema per escalfar el forn i s'allibera monòxid de carboni, que es combina amb els òxids de ferro del mineral i els redueix a ferro metàl·lic. La reacció química general d'un alt forn és:
Fe2O3 + 3CO → 3CO2 + 2Fe
La pedra calcària s'empra com a font addicional de monòxid de carboni i com a substància per facilitat la fusió. Aquest material es combina amb la sílice present en el mineral (que no es fon) per formar silicat de calci, de menor punt de fusió. Sense la calcària es formaria silicat de ferro, amb la qual cosa es perdria ferro en el procés. El silicat de calci i altres impureses formen una escòria que sura sobre el metall fos en la part inferior del forn. El ferro colat produït en els alts forns té la següent composició:
- 92% de ferro
- 3-4% de carboni
- 0,5-2,5% de manganès
- 0,04-2% de fòsfor
- Partícules de sofre

Un alt forn típic està format per una càpsula cilíndrica d'acer folrada amb un material no metàl·lic refractari, com asbest o rajoles. El diàmetre de la càpsula disminueix cap a dalt i cap a baix, essent màxim al punt situat a la quarta part de la seua alçada total. La part inferior del forn té diferents obertures per on s'injecta l'aire. Ben a prop del fons existeix un orifici pel que flueix el ferro colat al moment de sagnar-lo. Dalt d'eixe forat hi ha un altre forat per retirar l'escòria. Els materials retirats es transporten en vagonetes o culleres.
Com que els alts forns treballen en continu el sagnat es fa unes cinc vegades al dia.